# Jakob Sket

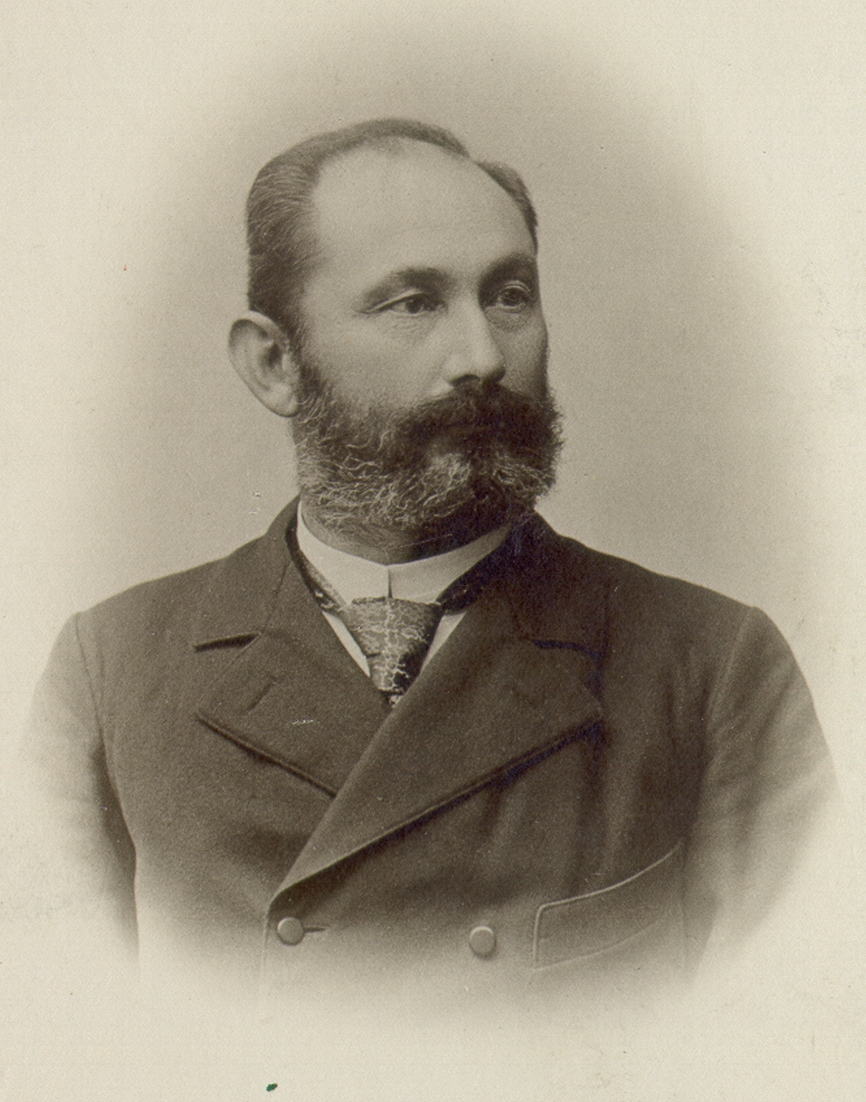
Jakob Sket

Jakob Sket (* 2. Mai 1852, Mestinje bei Sladka gora, Gemeinde Šmarje pri Jelšah; † 11. April 1912 Annabichl, slow. Trnja vas bei Klagenfurt) war ein slowenischer Schriftsteller und Pädagoge sowie Herausgeber.

## Leben
Sket studierte in Graz slowenische Sprache, Deutsch und klassische Philologie und wurde dort im 1878 promoviert. Danach fand er eine Anstellung am Klagenfurter Gymnasium, wo er bis zu seiner Pensionierung 1908 unterrichtete. Sein Verdienst ist es, dass Slowenisch für slowenische Schüler Maturafach wurde. 
Jakob Sket führte das Werk seines Vorgängers Anton Janežič fort und schrieb Schulbücher und Lesebücher für die slowenische Sprache für alle Gymnasialstufen. Er überarbeitete die slowenische Grammatik (Slovensko slovnico) von Anton Janežič, ein Standardwerk, das zwischen 1889 und 1911 fünf Auflagen erfuhr. Er stellte auch zwei slowenische Übungsbücher für Deutschsprachige zusammen sowie ein kleines slowenisch-deutsches und deutsch-slowenisches Wörterbuch. Zwischen 1881 und 1886 war er Herausgeber der Zeitschrift Kres, von 1889 bis 1906 wirkte er im Rahmen des Hermagoras-Vereins in Klagenfurt und war ab 1911 dessen Leiter. 

## Literarisches Werk
Seine ersten literarischen Werke veröffentlichte Sket in der Zeitschrift Kres: den autobiographischen Roman Milko Vogrin (Milko Vogrin), die Novellen Žrtva ljubosumnosti (Opfer der Eifersucht) und Slika in srce (Das Bild und das Herz). Er schrieb auch literaturhistorische Aufsätze über die älteren slowenischen Schriftsteller und über den Hermagoras-Verein.
Das bedeutendste literarische Werk von Jakob Sket ist die historische Novelle Miklova Zala (Die Zala vom Mikl-Hof, Klagenfurt 1884). Es ist eine historische Metapher über die Unterdrückung der Slowenen in Kärnten und spielt zur Zeit der türkisch-osmanischen Einfälle. Die Novelle wurde u. a. von Jakob Špicar als Theaterstück dramatisiert, hatte in dieser Form einen unglaublichen Erfolg und wurde von fast allen lokalen Laienschauspielgruppen im gesamten slowenischen Gebiet Kärntens unter großer Engagement der Schauspieler und großer Beteiligung der Bevölkerung unzählige Male aufgeführt. 1987 entstand eine revidierte und modernisierte, den antisemitischen Charakter des Stücks in Frage stellende Dramatisierung unter der Leitung des Regisseurs Peter Militarov und unter Mitarbeit des Schriftstellers Janko Messner, deren Aufführungen in St. Jakob eine Kontroverse innerhalb der slowenischen Volksgruppe auslöste.

## Sie auch
- Kärntner Slowenen